# Алтынтоп, Халил
Халил Алтынтоп (тур. и нем. Halil Altıntop; 8 декабря 1982, Гельзенкирхен, Германия) — турецкий и немецкий футболист, полузащитник. Выступал за сборную Турции. Брат-близнец Хамита Алтынтопа.

## Карьера
Халил Алтынтоп родился в Гельзенкирхене. Первые футбольные шаги начал делать в клубах «Шварц-Вайсс Гельзенкирхен» и «Роттхаузен». В 1997 году 15-летний Халил перешёл в молодёжную команду «Ваттеншайд 09». Через три года стал игроком основной команды. Вместе с ним играл его брат Хамит.
23 июня 2011 года игрок подписал контракт с турецким клубом «Трабзонспор» сроком на 3 года.
28 июня 2013 года Алтынтоп расторг контракт с «Трабзонспором», а 1 июля того же года подписал 2-летнее соглашение с немецким «Аугсбургом».